# Globivalvulinoidea
Globivalvulinoidea es una superfamilia de foraminíferos cuyos taxones se han incluido tradicionalmente en la superfamilia Palaeotextularioidea, del suborden Fusulinina y del orden Fusulinida. Su rango cronoestratigráfico abarca desde el Tournaisiense superior (Carbonífero inferior) hasta el Changhsingiense (Pérmico superior).

## Discusión
Clasificaciones más recientes incluyen Globivalvulinoidea en el Suborden Endothyrina, del orden Endothyrida, de la subclase Fusulinana y de la clase Fusulinata.

## Clasificación
Globivalvulinoidea incluye a la siguiente familia:
- Familia Globivalvulinidae

En Globivalvulinoidea también se ha considerado la siguiente familia:
- Familia Koktjubinidae[5][6]